# 新井なみ
新井 なみ（あらい なみ、7月23日 - ）は日本のタレント、フリーアナウンサー。東京都出身。血液型はA型、身長156cm。

## 人物
特技は朝鮮語で、『ハングル能力検定』の2級を持っている。
趣味はゴルフ、映画鑑賞、音楽鑑賞、美容、料理、旅行。
宅地建物取引士、2級FP技能士、不動産キャリアパーソン、メンタル心理カウンセラー、フェイシャルリンパケアセラピストなどの民間資格取得。

## 出演
テレビ
- 牧野裕のEnjoy Golf（2015年4月-、チバテレビ・テレビ埼玉・KBS京都・群馬テレビ）アシスタント
- まもなく！多摩川花火大会2015生中継（イッツコムチャンネル）MC・リポーター
- J:テレスタイル（J:COM）生中継

ラジオ
- Hey Miss DJ（FMヨコハマ）パーソナリティ
- まほろばステーション（ミュージックバード）コーナーDJ
- Lime Light（FMサルース）ゲスト

ナレーション
- T-ARA First Show Case 3D（全国ワーナー・マイカル・シネマズ上映）日本語、朝鮮語ナレーション
- プロアクティブ　インフォマーシャル

MC
- 映画「知らない、ふたり」初日挨拶司会
- 映画「ミラクル・ニール！」「ありがとう！ロビン！」上映イベント司会
- 映画「WE ARE YOUR FRIENDS」プレミア試写会
- 映画「ヒーローマニア-生活-」公開記念特別トークショー司会
- 「DRIVIN LOVERS」ナビゲーター（レクサス、フォルクスワーゲン、アウディ、ジャガー、ランドローバー、ベンツ、BMW,MINI、ボルボ、クライスラー、ジープ、アルファロメオ）
- JATA Tourism EXPO2014 チェジュ航空
- 「M COUNTDOWN No.1 Artist of Spring 2014」韓流ブース
- FutureRECORDS presents『New YEAR SPECIAL LIVE at Zepp Diver City TOKYO』
- バイきんぐお笑いライヴ
- 東急プレゼンツ 第9回渋谷音楽祭
- ハワリンバヤル 2012（モンゴルフェスティバル）
- Winter Sports Festa Seasen11〜12サテライトスタジオDJ

CM
- UMI 「N-アセチルグルコサミン」